# 陳傑瑞
陳傑瑞（英語：Jeric T，1986年3月14日—）是新加坡詞曲創作歌手、唱片製作人、演員，為Zion / DotaPod.com 創辦人。2010年8月13日發行首張個人專輯《絕對傑瑞》。

## 生平
陳傑瑞父母皆為中國戲曲家。2001年在一個偶然的機會下，被創作歌手永邦發掘，經過幾個月錄音室的練唱錄製後，陳傑瑞決定放棄學業，
期間，他和曹格成了好朋友，為其寫歌。陳傑瑞開始創作許多歌曲給新加坡、馬來西亞、香港、中國、台灣等歌手，在幕後打造了多位國語歌手專輯，製作許多主打歌曲。陳傑瑞也多次與 Coldplay 英國樂團製作人在音樂上有合作。
2010年8月，陳傑瑞發表了首張專輯《絕對。傑瑞》。專輯的《我不相信》(feat. 昆凌)、《為你濕的淚》、《白貓》，登上了Channel V排行榜前20名和G-Music前百首歌曲。陳傑瑞深受周華健和周杰倫的影響，其音樂風格廣泛，常會添加不同的元素，其中又以藍調和靈魂樂為之最。

## 經歷
在音樂製作上，陳傑瑞與 Coldplay 製作人, Danton Supple合作過數次。第一次在 谭维维 － 《我是怎麼了》 主打歌曲的合作。而最後一次是在台灣女孩主打歌曲的合作。

### 音樂製作人
傑瑞在2012年爲新女生團體製作專輯，成為了台灣最年輕的製作人。2014年，傑瑞爲新人2*Sweet製作主打歌曲「甜蜜派對」。2013年成為華人“抒情電音”始主，為華人EDM開啟新風格。

### 音樂
- 2020年9月，推出新單曲【依然愛你 Say That You Love Me STYLM】。[7] [8] [9]

- 2020年5月，推出新單曲【NETFLIX TONIGHT】，預計2020年下半年推出第2張專輯。[10]

- 2019年9月11日: 這次JERIC陳傑瑞與RØEY王若羽及知名製作人游政豪Roger攜手合作打造多元性音樂單曲！抒情電音【YOU BY MY SIDE 選擇愛】陳傑瑞,王若羽 -《選擇愛》 （页面存档备份，存于） 舊式搖滾曲風配上新一代的電子音樂，帶給活在這個世代的你們一首令人玩味的音樂作品。

- 2019年8月6日: 全能創作優質男聲 JERIC陳傑瑞 七夕情人節浪漫治癒系單曲2019 偶像電視劇【淺情人不知】片頭曲偷偷看你 C U In My Dream （页面存档备份，存于） JERIC也在電視劇中演出！中國安徽衛視﹑深圳衛視電視劇，騰訊視頻﹑芒果TV同步衛視更新。

- 2019年5月10日：全能創作優質男聲 情歌唯有JERIC陳傑瑞 那個夏天他譜出一首懸疑色彩的揪心不捨情歌 2019公視新創電影《殺人之夏》主題曲-【我攏知 OUTTA MY MIND】 （页面存档备份，存于） 一首中文，英文和台語結合的原創電影主題曲[11]。JERIC也在電影裡面有客串演出！[12][13]

- 2019年3月14日：新加坡全能創作音樂才子-JERIC陳傑瑞 2019【ABSOLUTELY JERIC 絕對傑瑞】一張匯集了許多大師一起完成的作品。由教父級導演-林炳存大師操刀MV、編曲-呂紹淳大師包辦、音樂製作人-永邦，到昆凌首次擔任MV女主角的處女作[14]，這是一張絕對好聽的傑瑞式創作專輯！送給粉絲朋友的生日禮物[15]。

- 2018年12月17日：紅心字會公益大使歌曲[16]。 2018全能創作優質男聲-JERIC陳傑瑞 【痛也愛你 UNDYING LOVE】  （页面存档备份，存于） 今年冬季最觸動人心「窒息搖滾」抒情情歌。歌曲為JERIC陳傑瑞的創作，也曾收錄在張芸京2012年的「小女孩」專輯之中。

- 2018年11月25日：2018全能創作優質男聲-JERIC陳傑瑞 三立電視劇【你好，幸福】主題曲 【心還為你跳動 MY HEART STILL BEATS FOR YOU】  （页面存档备份，存于） 今年夜深人靜-傑瑞呢喃「說教情歌」

- 2018年7月11日：2018最期待的傑瑞式「抒情電音」EDM 問世！【CANDLELIGHT 沒有人能熄滅你】 （页面存档备份，存于）與 Avicii/Paul van Dyk/Markus Schul合作的DJ及製作人-Austin Leeds來做最後的混音後製，讓歌曲的音樂性更跳脫了前衛框架。作品製作、混音、修改再修改的時間，來來回回超過了數月！是一項新加坡、台灣、美國的跨國計劃。JERIC琢磨許久的風格現身了！他找到了黃金比例的音樂性，將自己擅長的抒情歌曲，配上他最喜歡的House EDM元素，發揮全新的創造力-傑瑞式【抒情電音】EDM風格！

- 2017年12月27日：2017第二部預言式的告白單曲-【愛你是我的未來 FUTURE LOVE】 （页面存档备份，存于） 二月發行第一部情人節單曲《愛你多一些 LOVE YOU MORE》上了KKBOX及各大音樂平台華語新歌排行榜前20名[17][18][19]，更受到亞洲地區各大電台好評並被無數次點播播放。

- 2017年2月14日：2018年【大約是愛 About Is Love】騰訊大戲劇主題曲, 2017情人節單曲-【LOVE YOU MORE 愛你多一些】 （页面存档备份，存于），被新聞媒體評為是嗓音「讓人秒噴淚」的歌手，演員有彦希、许晓诺、蔡乙嘉、胡文喆、杨欣颖、李心博、付乐莹、周耀。該歌曲也成功協助戲劇成為2018年中國10大火熱影劇[20]。

- 2016年6月15日：新加坡創作男神JERIC陳傑瑞 睽違5年再為電影獻聲，聽 這聲音 這旋律-全新創作，2016最美單曲【A Million Times 愛一百萬次】!電影-終極舞班(原名:十七歲/青春的你) 演員陣容由翁滋蔓、邱昊奇、韓國男團 Cross Gene 儲曉祥Casper、與馬來西亞演員高藝及資深演員郎祖筠、伊正等實力派演員共同參與，將於2016年9月23日全台強檔上映，另外也將會於中國地區上映。
- 2016年5月4日：繼全球爆紅《See You Again 再見 中文版》熱門歌曲之後，2016 JERIC陳傑瑞 再現地表男神創作實力，為好友 潘嘉麗Kelly 跨刀合作- Always 中文版 【太陽的後裔 Yoonmirae (윤미래) 】MV JERIC陳傑瑞/潘嘉麗 - 《Always 對唱》 中文版 （页面存档备份，存于）

- 2016年2月4日：詞曲製作-新加坡創作男神JERIC陳傑瑞，延續上一首EDM高能量單曲《是英雄的站出來》後，這次新單曲《Real-world Superman 》是希望大家去正視霸凌帶來的傷害，以及鼓勵更多反霸凌的「現實超人」們出現！這次陳傑瑞擔任反霸凌聯盟慈善團體CABCY 的「音樂大使」，更表示欣慰與開心的是，香港小天后鄧紫棋G.E.M專程飛到新加坡，和近百位粉絲一起為反霸凌聯盟慈善團體CABCY （页面存档备份，存于） 站台與募款。陳傑瑞不只是藉由音樂為霸凌事件的受害者發聲，希望能夠喚醒更多善良與勇敢為社會帶來更多正能量。歌詞版MV-JERIC陳傑瑞《Real-world Superman 現實超人》中英文版 （页面存档备份，存于）

- 2015年9月9日：詞曲製作/自導，2015年度 全新單曲 全亞洲第一支 [21] 雙螢幕MV 陳傑瑞 -《是英雄的站出來》 （页面存档备份，存于） 與英雄聯盟LOL(League of Legends)合作呈現

- 2015年4月18日：JERIC陳傑瑞 -See You Again 中文版【玩命關頭 7 片尾曲】 original by Wiz Khalifa (JERIC CHINESE COVER) 為了讓更多的朋友們去紀念Paul帶給世界的美好，陳傑瑞將歌曲原意一絲不動，特別用中文去詮釋了它的精神和意義，希望以華人的角度帶領更多人們進入動人歌曲的世界,也被網友們稱之為“神翻唱”在短短3個星期內在全球各地累積了500多萬的點閱率，可見中文版真的打動了許多人,《再見》MV獻給喜歡Jeric傑瑞的粉絲朋友們，更獻給我們都愛的保羅，永遠的保羅-JERIC 陳傑瑞-See you again《再見》 中文版 （页面存档备份，存于）

- 2014年6月19日：詞曲製作 -2014年度男男對唱情歌 陳傑瑞，吳勇濱 -《三個人的星系》 （页面存档备份，存于）
- 2013年10月：陳勢安 《你聽見了嗎》 主打歌曲 陳勢安 《你聽見了嗎》 （页面存档备份，存于）[[22]
- 2013年4月28日：詞曲製作 -2013年度女新人 陳子玄 《蜜蜂與蜂蜜》 （页面存档备份，存于）
- 2013年1月20日：詞曲製作 -2013年度男女對唱情歌 陳傑瑞，黃甄妮 -《燕窩城堡》 （页面存档备份，存于）
- 2012年12月28日：台灣女孩首張專輯，10首歌曲全專輯製作人，主打歌曲製作人
- 2012年9月21日：張芸京 《小女孩》個人專輯 創作歌曲 《痛也愛你》[23]
- 2011年12月：谭维维 《我是怎麼了》個人專輯 主打歌曲 谭维维 -《我是怎麼了》 （页面存档备份，存于）
- 2011年11月1日：臺中市政府自製網路偶像劇愛在山海花都主題曲《想要的快樂》、插曲《我會找你》
- 2010年8月13日：首張個人專輯《絕對傑瑞》
- 2007年6月15日：Baby Monkiz 《異想天開》首張個人專輯 Baby Monkiz -《異想天開》 （页面存档备份，存于）[24]

## 作品

### 個人專輯
| 發行日期      | 專輯名稱                      |
| ------------- | ----------------------------- |
| 2010年8月14日 | 《絕對傑瑞》                  |
| 2019年3月14日 | 《絕對傑瑞》 ABSOLUTELY JERIC |

### MV
| 年份   | 歌曲                           | 收錄專輯           | 備註                   |
| ------ | ------------------------------ | ------------------ | ---------------------- |
| 2010年 | 〈為你濕的淚〉                 | 《絕對傑瑞》       |                        |
| 2010年 | 〈寶貝〉                       | 《絕對傑瑞》       |                        |
| 2012年 | 〈我不相信〉feat. 昆凌         | 《絕對傑瑞》       |                        |
| 2012年 | 〈想要的快樂〉                 | —                  | 《愛在山海花都》主題曲 |
| 2013年 | 〈燕窩城堡〉                   | 台灣女孩同名專輯   |                        |
| 2014年 | 〈三個人的星系〉               | 吳勇濱《純愛打造》 |                        |
| 2015年 | 〈是英雄的站出來〉feat. 方炯鑌 | —                  |                        |
| 2016年 | 〈愛一百萬次〉                 | —                  | 《終極舞班》主題曲     |
| 2016年 | 〈現實超人〉                   | —                  |                        |
| 2017年 | 〈愛你多一些〉                 | —                  | 《大约是爱》主題曲     |
| 2018年 | 〈沒有人能熄滅你〉             | —                  |                        |
| 2019年 | 〈選擇愛〉                     | —                  | 王若羽合作單曲         |
| 2019年 | 〈心還為你跳動〉               | —                  | 《你好，幸福》主題曲   |
| 2019年 | 〈偷偷看你〉                   | —                  | 《浅情人不知》主題曲   |
| 2020年 | 〈NETFLIX TONIGHT〉            | —                  |                        |
| 2021年 | 〈依然愛你〉                   | —                  |                        |
| 2024年 | 〈寶藏男孩〉feat. 蓋兒·蘇菲佳  | —                  |                        |

### 電視劇歌曲
| 電視劇                  | 曲別                   | 歌曲名                                                                       | 演唱者      | 詞/曲       | 首播 |
| ----------------------- | ---------------------- | ---------------------------------------------------------------------------- | ----------- | ----------- | --- |
| 來自未來的史密特        | 片頭曲 / 主題曲        | 未來英雄 （页面存档备份，存于）（原曲：是英雄的站出來 （页面存档备份，存于） | JERIC陳傑瑞 | 陳傑瑞Jeric | - 乐视网 (中國) 2015年7月21日-每天中午12點更新1集 - 中視數位台 (台灣) 2016年6月15日-每週一至週五22:00 - 中天娛樂台 (台灣) 2016年7月5日-每週一至週五20:00 |
| 大約是愛                | 片頭曲 / 主題曲        | 愛你多一些 LOVE YOU MORE                                                     | JERIC陳傑瑞 | 陳傑瑞Jeric | - 腾讯视频 中国大陆 2018年12月3日 - 非会员每周一－三20：00更新2集，会员每周一提前看下周                                                                  |
| 你好、幸福              | 片尾曲 / 插曲 / 主題曲 | 心還為你跳動                                                                 | JERIC陳傑瑞 | 陳傑瑞Jeric | - Vidol (台灣) 2018年11月1日-每週六晚間九點首播 - 三立都會台 (台灣) 2018年12月23日週日晚間六至八點播出                                                   |
| 浅情人不知 Love is Deep | 片頭曲 / 主題曲        | 偷偷看你 C U in my dream                                                     | JERIC陳傑瑞 | 陳傑瑞Jeric | - 安徽衛視 深圳衛視 腾讯视频 芒果TV 中国大陆 2019年7月24日 - 星期六至四 19:35 - 21:10（两集联播）星期五 19:35 - 20:10（只播一集）                        |

### 電影歌曲
| 電影                                  | 曲別                     | 歌曲名                     | 演唱者      | 詞/曲       | 首播                                                                                          |
| ------------------------------------- | ------------------------ | -------------------------- | ----------- | ----------- | --------------------------------------------------------------------------------------------- |
| 愛在山海花都 原劇名為《愛在20號倉庫》 | 主題曲 / 片頭曲 / 片尾曲 | 想要的快樂                 | JERIC陳傑瑞 | 陳傑瑞Jeric | - 台中 2011年11月1日 - 欣客運 - 統聯客運 - 國光客運 - Hichannel - Youtube - 土豆網 - 新浪視頻 |
| 愛在山海花都 原劇名為《愛在20號倉庫》 | 插曲                     | 我會找你                   | JERIC陳傑瑞 | 陳傑瑞Jeric | - 台中 2011年11月1日 - 欣客運 - 統聯客運 - 國光客運 - Hichannel - Youtube - 土豆網 - 新浪視頻 |
| 愛在山海花都 原劇名為《愛在20號倉庫》 | 插曲                     | 特別是你                   | JERIC陳傑瑞 | 陳傑瑞Jeric | - 台中 2011年11月1日 - 欣客運 - 統聯客運 - 國光客運 - Hichannel - Youtube - 土豆網 - 新浪視頻 |
| 愛在山海花都 原劇名為《愛在20號倉庫》 | 插曲                     | 寶貝                       | JERIC陳傑瑞 | 陳傑瑞Jeric | - 台中 2011年11月1日 - 欣客運 - 統聯客運 - 國光客運 - Hichannel - Youtube - 土豆網 - 新浪視頻 |
| 《終極舞班》(原名:十七歲/青春的你)    | 插曲                     | A Million Times 愛一百萬次 | JERIC陳傑瑞 | 陳傑瑞Jeric | - 台北 2016年9月23日 - 中國 2018年3月16日                                                     |
| 《殺人之夏》                          | 主題曲                   | 我攏知 Outta My Mind       | JERIC陳傑瑞 | 陳傑瑞Jeric | - 台北 2019年5月12日                                                                          |

### 戲劇演出
- 2011年：臺中市政府電視電影愛在山海花都(飾演男主角--畢寶)。
- 2013年：PPS微電影「七日之戀」 (飾演男主角--傑瑞 Jerry)。
- 2015年：電影「我的 Mr. Right」 (特別演出 傑瑞 Jerry)。
- 2019年：電影「殺人之夏」 (特別演出 小劉)。[25]
- 2019年：安徽衛視 深圳衛視「淺情人不知」 (飾演 慕一洵 )。[26]

### 活動代言
- 2010年8月13日：幸運草年度代言人 陳傑瑞 （页面存档备份，存于）
- 2011年1月1日：歡慶建國百年 元旦邀請歌手陳傑瑞開唱

## 外部連結
- 官方网站
- 陳傑瑞的Facebook專頁
- YouTube上的陳傑瑞頻道
- 陳傑瑞的新浪微博